# Ferréol de Vienne
Pour les articles homonymes, voir Saint Ferréol.
Saint Ferréol, dit de Vienne, (IIIe siècle) est un martyr de l'Église catholique romaine.

## Biographie
Tribun militaire chrétien, il aurait subi le martyre en 303 ou 304, un 18 septembre, selon le Regeste dauphinois (1912).

## Légende

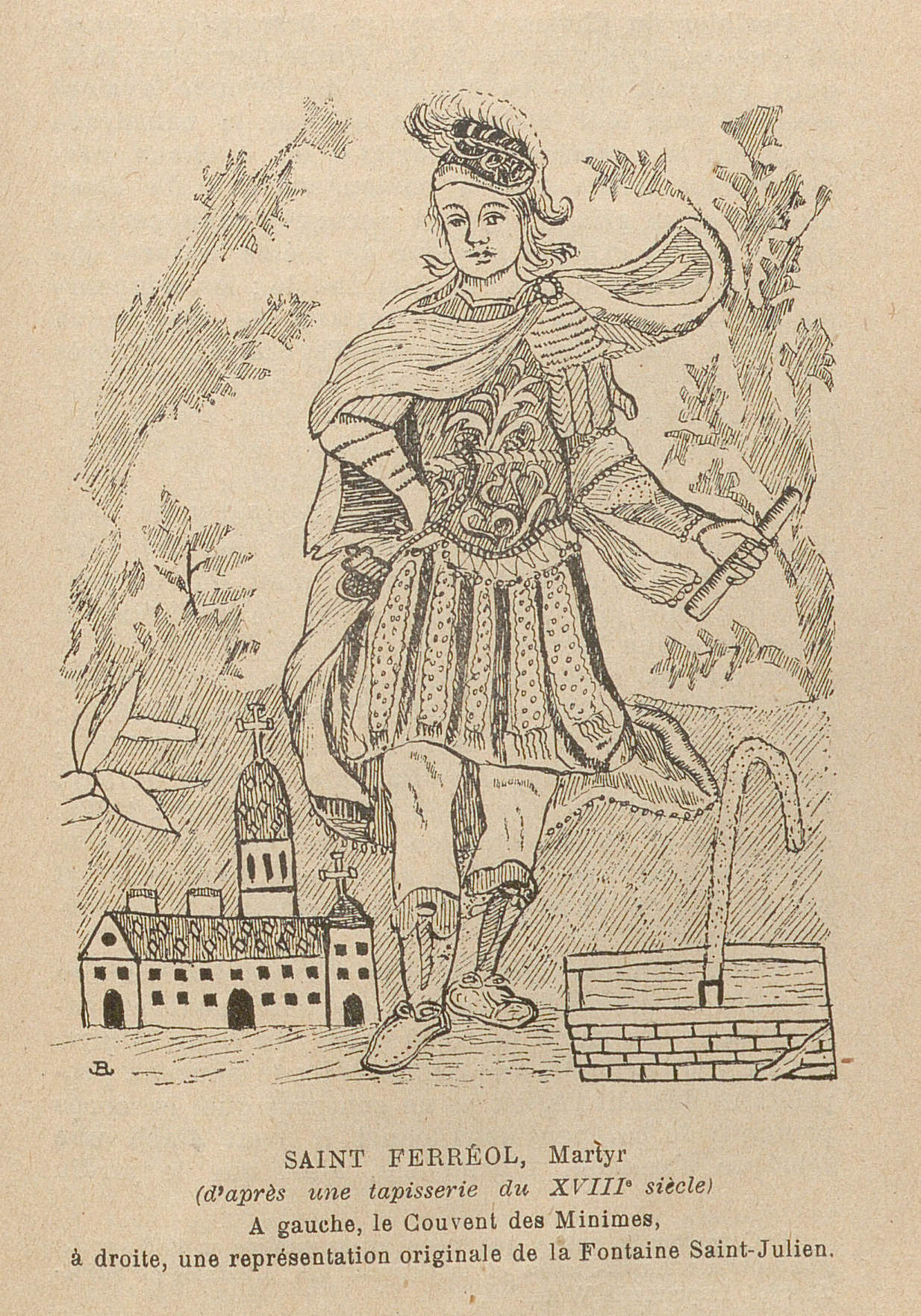
Saint Ferréol entouré de monuments de Brioude

Ferréol, chrétien enrôlé de force dans l'armée romaine, devient tribun militaire de Vienne. Il cherche à protéger saint Julien de Brioude, est emprisonné mais s'évade, traverse le Rhône à la nage. Mais en arrivant sur les bords du Gier, il est rattrapé par les soldats romains qui le massacrent.

## Culte
Ferréol est figure dans la liste des saints le diocèse de Grenoble-Vienne, aux côtés de Julien de Brioude, également martyr, le 30 août. Il était célébré anciennement le 18 septembre.
Il a donné son nom à l'église Saint-Ferréol les Augustins à Marseille, à la chapelle Saint Ferréol de Crest (Drôme), à l'église Saint-Férreol de Merlas, à la chapelle rurale Saint-Ferréol à Viens, à l'îlot Saint-Ferréol de l'archipel lérinien, à l'ermitage Saint-Ferréol de Céret, l'église Saint-Ferréol de Marcilly-sur-Seine (Marne), à l'Abbatiale Saint-Ferréol d'Essômes sur Marne (Aisne) et à l'ermitage Saint-Ferréol de Lorgues (Var), au village Saint-Ferriol dans l'Aude et à son église, ainsi qu'à l'église de Granès, village voisin.